# ミックスゾーン

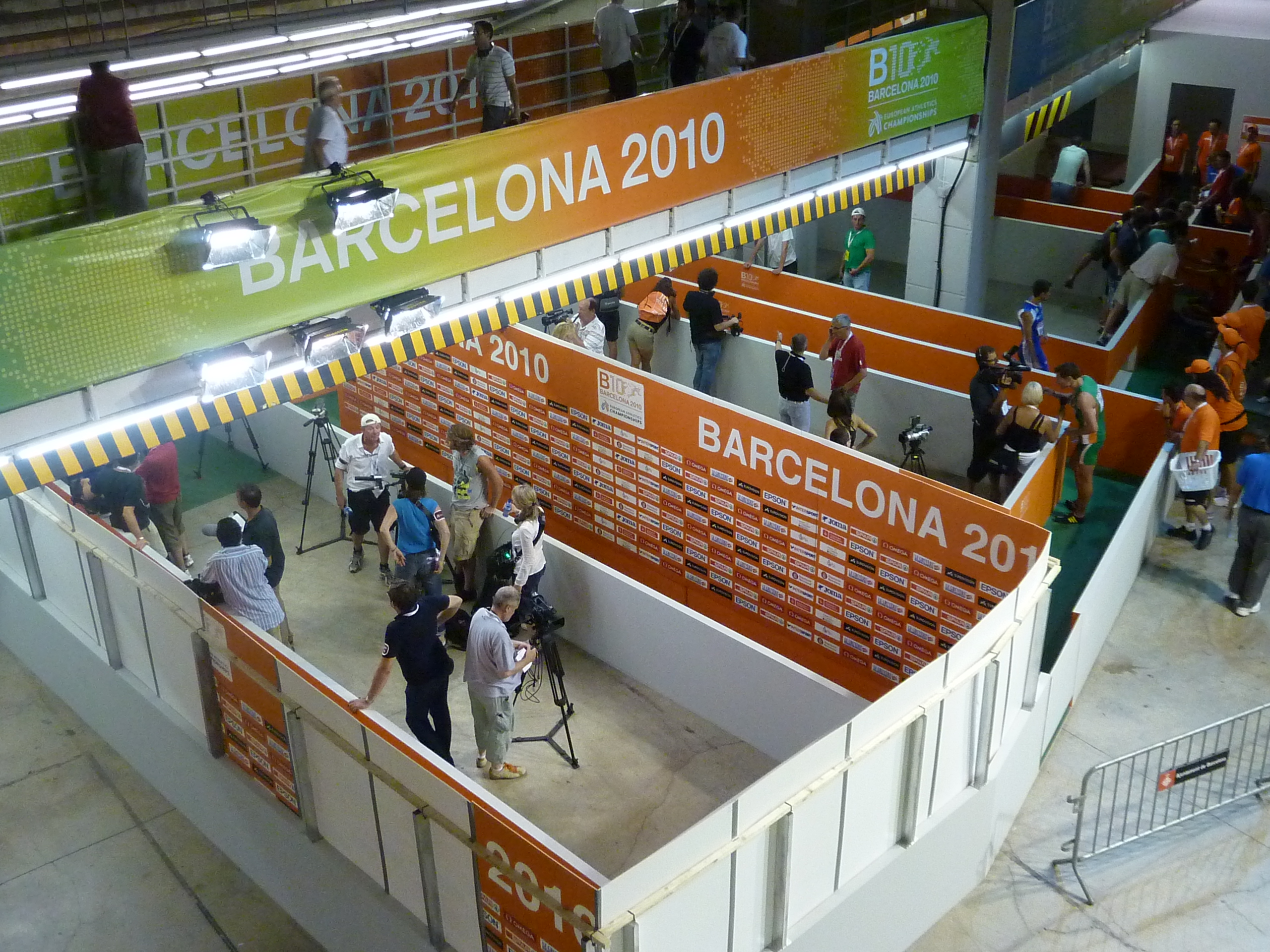
蛇行したミックスゾーンで取材を受ける選手（右奥）と待機中の取材スタッフ（2010年欧州陸上選手権バルセロナ大会）

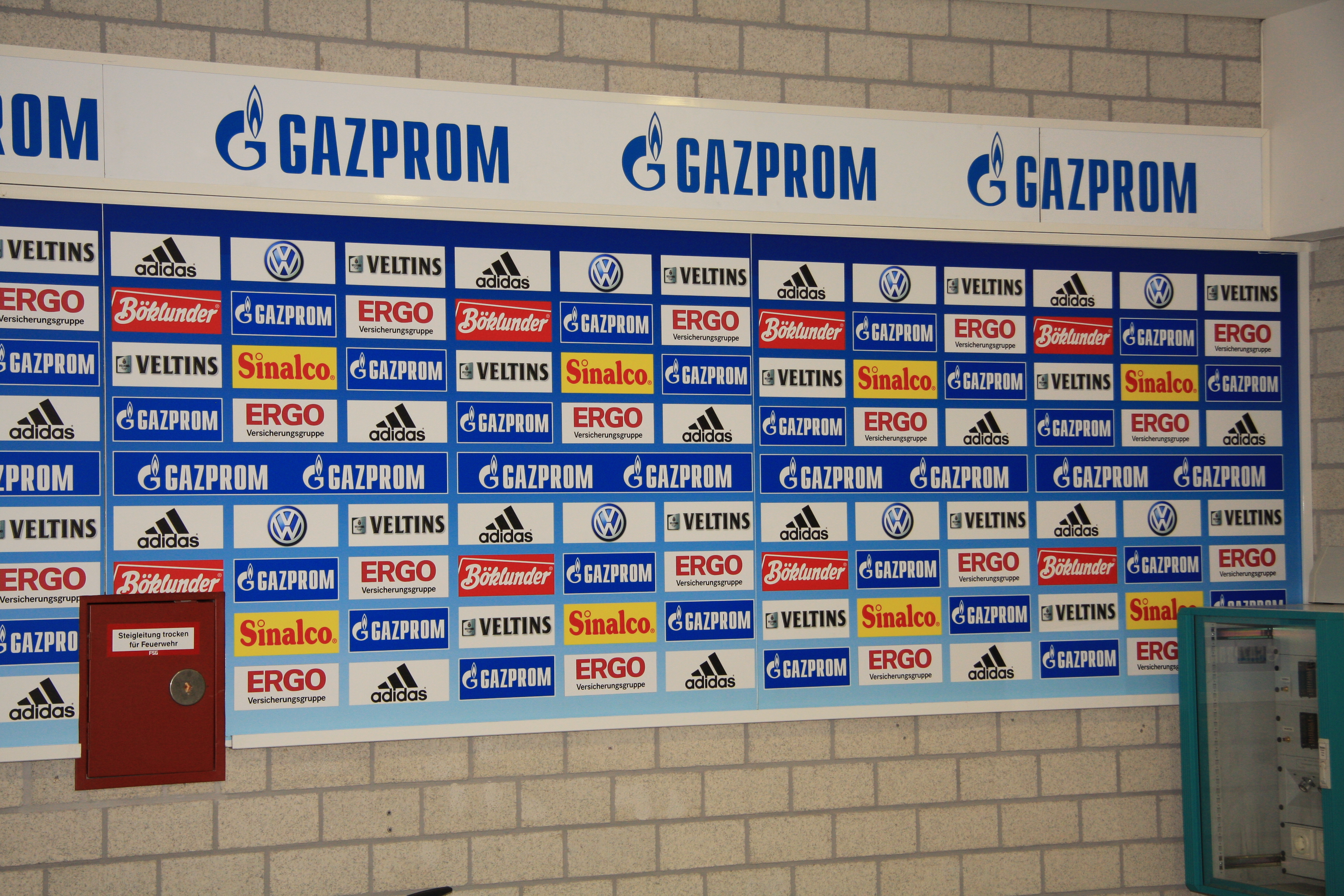
ミックスゾーン（ドイツのサッカー競技場「フェルティンス・アレーナ」）

ミックスゾーン（Mixed Zone）は、記者が競技直後の選手に対して簡単なインタビューをすることができる、スタジアム等のスポーツ競技会場に用意された取材用の場所である。取材ゾーンとも呼ばれる。

## 構造
ミックスゾーンの場所は会場によって異なる。多くはスタジアムの地下通路、あるいは選手出場口と更衣室の途中に設けられている。ミックスゾーンは、国内外からの多くの記者に選手と接触できる機会を与えるために、選手が蛇行して移動するように通路が設計されている。ジャーナリストのウォルフガング・ゴルツは、2006 FIFAワールドカップで以下のように述べている。
スポーツジャーナリストが代表チームの新鮮で感情的な声を可能な限りキャッチできる数少ない場所の1つです。
—ウォルフガング・ゴルツ 
 通常、ミックスゾーンで取材を受ける選手の後ろの壁には、大会スポンサーの広告バナーが貼り出され、選手と記者は簡易な障壁や柵によって分けられている。